# Lóczy Lajos (geológus, 1849–1920)

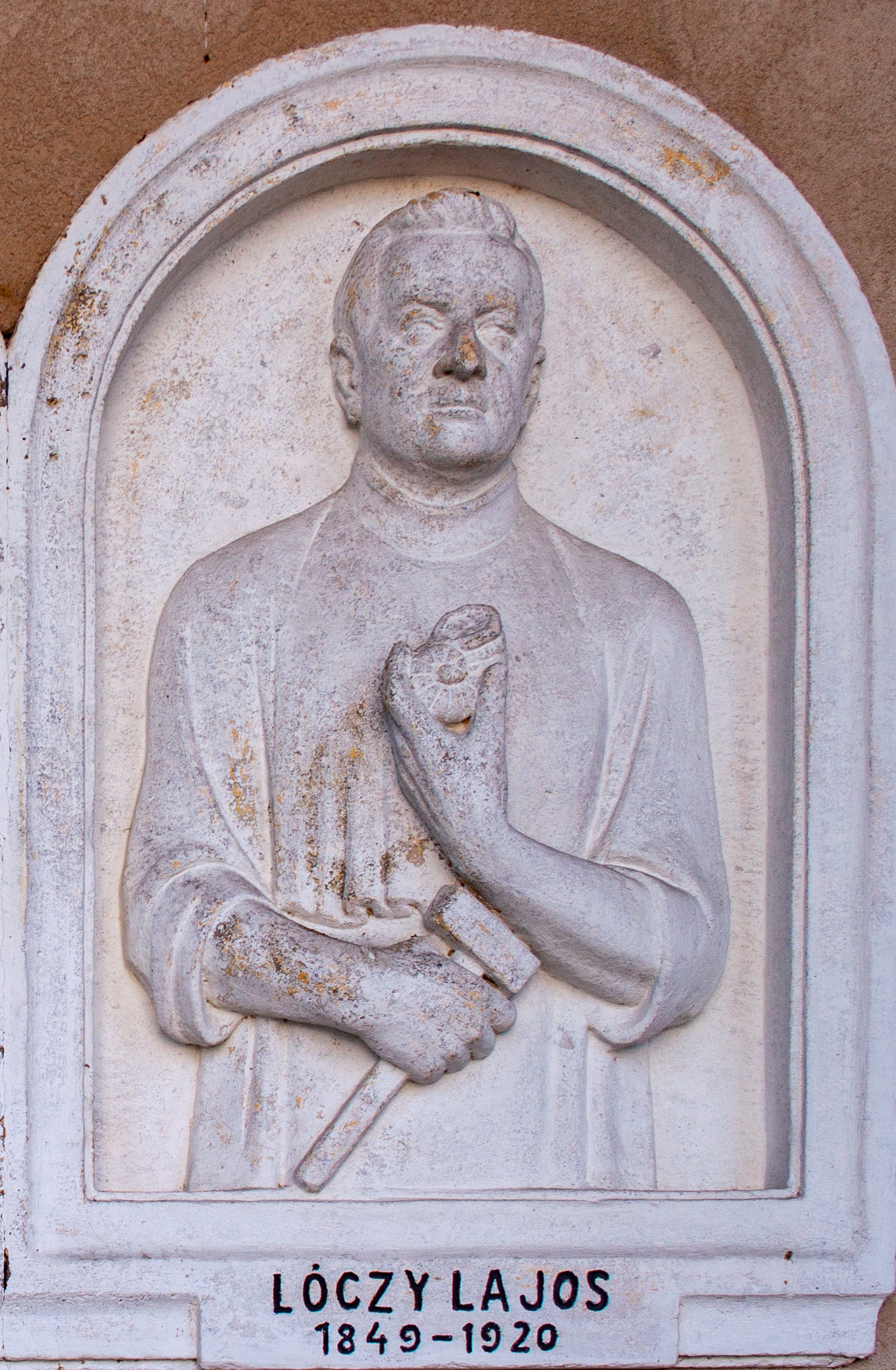
Dombormű a szegedi Dóm téren

Lóci Lóczy Lajos (Pozsony, 1849. november 4. – Balatonfüred, 1920. május 13.) magyar geológus, geográfus, egyetemi tanár, a Magyar Tudományos Akadémia tagja. A magyar földtan és földrajz kiváló tudósa. Életművéből kiemelkedik és nagy nemzetközi visszhangot is kiváltott a Széchenyi Béla vezette kelet-ázsiai expedíció tagjaként végzett tudományos felfedező, feltáró tevékenysége. Az ELTE Bölcsészettudományi Kar egykori dékánja.

## Gyermekkora, családja
A Lóczy család Gömör vármegyéből származó nemesi eredetű család, amely előnevét a Sajószentkirály mellett levő Lócipusztáról kapta. Atyja, Lóczy Sándor Magyarország és Erdély zarándi határán határbiztos (vámtisztviselő) volt, s az aradi Hegyalján, Ópáloson szőlőbirtokot szerzett. Édesanyja, orosházi Kun Mária volt (megh. 1904). Szülei a szabadságharc idején a románok elől Pozsonyba menekültek, s itt született meg Lajos fiuk. A szabadságharc után szüleivel előbb Pécsre költöztek, majd 1854-ben Ópálosra tértek vissza. 1889. március 2-án Budapesten, az alsóvízivárosi plébánián feleségül vette Marzsó Katalint.

## Tanulmányai
A gimnáziumot 1861-től 1869-ig az aradi minoritáknál járta. Apja 1864-ben bekövetkezett halála után édesanyja csak nagy anyagi nélkülözések árán tudta biztosítani fia tanulmányait. 1869-től a zürichi műegyetemen Escher von der Linthnél  tanult geológiát. Linth halála után Albert Heim vette át a geológiai tanszéket, s a fiatal tanár oldalán még nagyobb lelkesedéssel dolgozott, és részt vett a Schaffhausen vidéki lap geológiai színezésében. 1872 óta baráti viszonyban volt a zürichi geológusokkal. Szabadidejét rendszeresen az Alpok, Dél-Németország, Tirol beutazására fordította. 1874-ben mérnöki oklevelet szerzett.

## Pályafutása
Hazatérése után, 1874. december 2-án Krenner József ajánlására kinevezték a Magyar Nemzeti Múzeum ásvány- és őslénytárához segédőrnek. Lóczy geológiai munkásságát a Hegyes-Drócsában kezdte meg. Erről a hegységről szólnak az 1876-ban és 1877-ben a Földtani Közlönyben, majd 1883-tól 1888-ig a Magyar Királyi Földtani Intézet Évi Jelentéseiben megírt közleményei.
1877. november 1-jétől 1880. május 1-jéig részt vett gróf Széchenyi Béla kelet-ázsiai expedíciójában, és beutazta Kína nagy részét. Kiválasztását Pulszky Ferencnek, a múzeum akkori vezetőjének és Eduard Suess bécsi geológusprofesszornak köszönhette.
Az ott gyűjtött hatalmas anyagból készített monográfiája tette híressé. Ebben írta le először a Himalája áttolódásos tektonikáját, valamint a Transzhimalája vonulatot, aminek nevét is ő adta. Megalapozta Belső-Ázsia és Nyugat-Kína geomorfológiai kutatását, és úttörő munkát végzett a terület fosszilis emlőseinek és puhatestűinek leírásában is.
Hazatérése után még két évig a Magyar Nemzeti Múzeumban dolgozott, továbbra is segédőrként. 1883-tól mint a Magyar Királyi Földtani Intézet osztálygeológusa a bánsági hegyvidék geológiai felvételezését végezte. 1886-ban a technikai geológia rendkívüli tanárának hívták meg a Királyi József Műegyetemre.
Hunfalvy János halála után, 1889-ben a Budapesti Tudományegyetemen a földrajztudomány rendes tanáraként adott elő az egyetemes földrajzi tanszéken, melynek megbízott vezetője lett. Földrajzi szemináriumot is szervezett. Csaknem harminc évig tanított itt. 1904–1905-ben a ELTE Bölcsészettudományi Kar dékánja is volt.
A tanulmányi kirándulásokat rendszeresítette, az útiköltségeket leginkább Semsey Andor állta, aki körülbelül 100 ezer koronával támogatta ezt a célt. Hallgatóival beutazta a Balaton vidékét, a Duna-Tisza közét, bemutatta nekik a félegyházi, soltvadkerti és bugaci pusztákat, végigvezette őket a delibláti homoksivatagon és az Al-Duna zuhatagjain. Kirándulásainak csakhamar híre terjedt a német egyetemeken is, és nemsokára csapatostul jöttek a bécsi és boroszlói hallgatók. Külföldi utazásokra is elvitte hallgatóit. Így 1897-ben Entz Géza társaságában Boszniát és Hercegovinát, valamint Dalmáciát ismertette meg hallgatóival. 1899 tavaszán tizenöt hallgatóval és tanársegédeivel beutazta egész Olaszországot, Anconától Palermóig. Hallgatóival járt Finnországban, Bulgáriában, Törökországban, kétszer volt Oroszországban, meglátogatva a Kis- és Nagy-Kaukázust. 1902 júniusában ismét a Kaukázusba vitte tizenkét hallgatóját, akiket Déchy Mór Odesszában élő hírneves geográfus hazánkfia vendégelt meg. 1907 március-április havában Kövesligethy Radó, Cholnoky Jenő és Erődi Kálmán tanárok társaságában – huszonnégy hallgatóval – újból beutazta Itáliát.

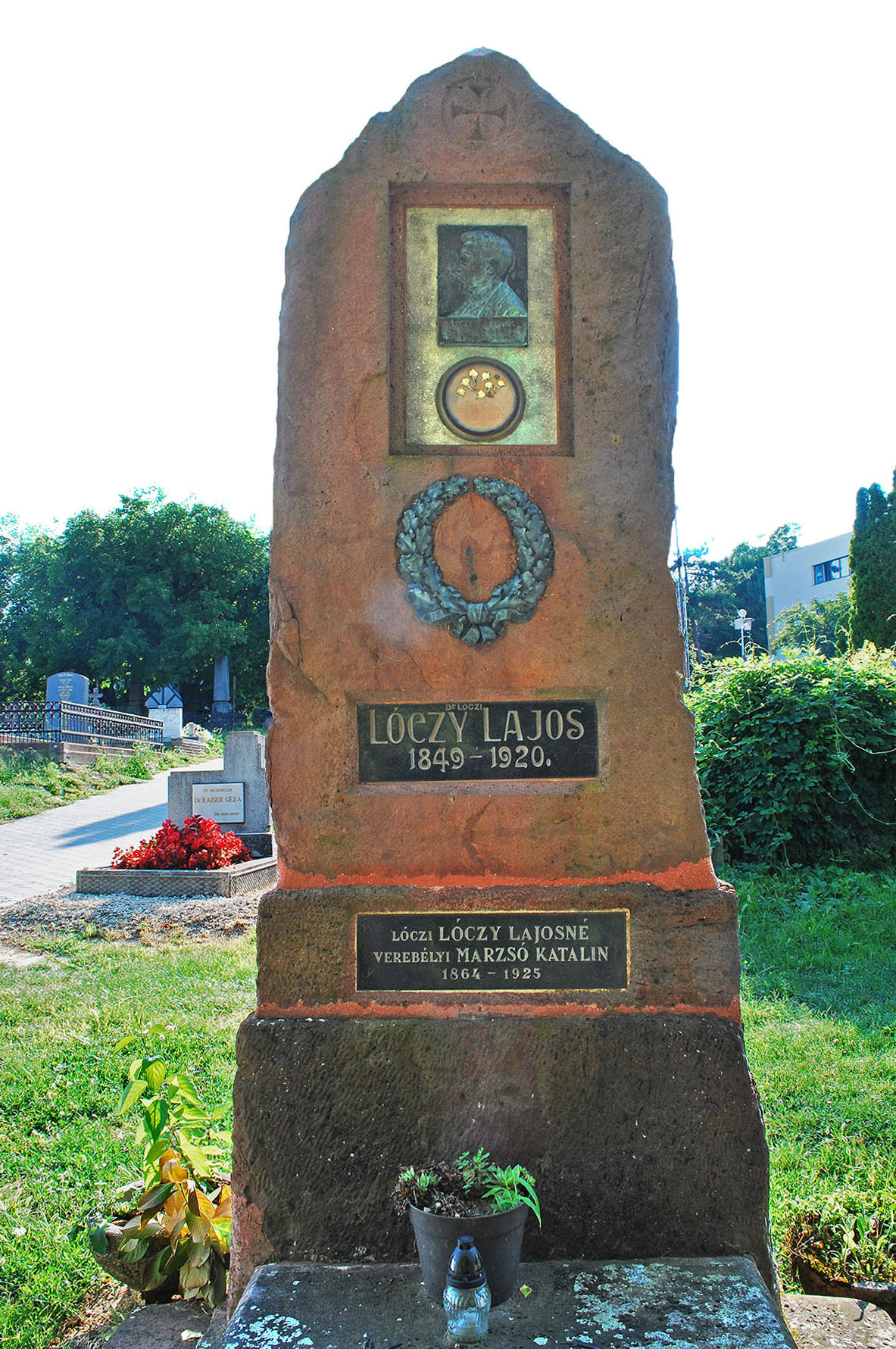
Permi vöröshomokkő síremléke a balatonarácsi ótemetőben

Kiváló geográfusiskolát teremtett, a magyar földrajztudományt a világ élvonalába emelte. Nevesebb tanítványai: gróf Teleki Pál, Cholnoky Jenő, Bátky Zsigmond, Erődi Kálmán, Kogutowicz Károly, Littke Aurél és Prinz Gyula geográfusok, báró Nopcsa Ferenc, Böckh Hugó, Kormos Tivadar, Laczkó Dezső, László Gábor, Sréter Zoltán és Vitális István geológusok voltak. Párhuzamosan 1902-től 1908-ig az egyetemi Földrajzi Intézet igazgatói tisztét is ellátta. 1908-tól – továbbra is megtartva egyetemi tanári címét és jellegét – a Magyar Állami Földtani Intézet igazgatója lett. Utolsó, munkában töltött évében, 1919-ben helyettes államtitkári címmel vezette az intézményt.
Lóczy Lajos munkásságának legjelentősebb eredményeit balatoni kutatásai hozták meg. 1892-ben Arad vármegyei szőlőbirtokát nővérére bízván, nyári tartózkodás céljából Balatonfüred közelében, Cholnoky László veszprémi ügyvéd villája szomszédságában házat vásárolt, ahonnan kutatásait halála napjáig végezte.
1916–1918-ban a Magyar Tudományos Akadémia megbízásából Szerbiában, Makedóniában és Albániában vezetett expedíciót, amelynek feladata e területek geológiájának, geográfiájának, botanikájának, archeológiájának, népművészetének és történetének megismerése volt. Ebben az expedícióban már fia, ifj. Lóczy Lajos, szintén geológus-geográfus is részt vett. A délkelet-európai kutatóexpedíció eredményei csak 1924-ben Berlinben jelentek meg. 1918 novemberében első elnöke lett a Területvédő Ligának, ahonnan (lemondva többi pozíciójáról is) 1919 tavaszán nyugalomba vonult, és balatonarácsi kúriájába költözött. A balatonfüredi szívszanatóriumban hunyt el 1920. május 13-án. Sírja saját kívánságára a balatonarácsi régi temetőben található, s 1922-ben tisztelői Csillag Istvánnal elkészíttették rá portrédomborművét.

## Tudományos egyesületi, társulati szervezései, tagsága
- A Magyar Tudományos Akadémia 1888. május 4-én választotta meg levelező tagjává.
- Vámbéry Ármin lemondása után a Magyar Földrajzi Társaság 1891-ben őt választotta meg elnökévé, de három év múlva, 1893-ban nagy elfoglaltsága miatt lemondott ezen tisztségéről. Azonban 1900-ban ismét felkérték, s 1914-ig megint a Társaság elnöke volt.
- 1898 óta a Magyarhoni Földtani Társulat főtitkára volt. Megszerkesztette a Kárpát-medence 1:360 000 méretarányú földtani térképét, amelyet az 1900. évi párizsi világkiállításon aranyéremmel tüntettek ki. Később Teleki Pál és Papp Károly szerkesztésében, 1922-ben kiadták.
- 1891-ben az ő kezdeményezésére és vezetésével alakult meg a Magyar Földrajzi Társaság Balaton Bizottsága, amelynek célja a tó sokoldalú tudományos kutatása volt.
- Részt vett a Magyarországi Kárpát-egyesület Budapesti Osztályának – a későbbi Magyar Turista Egyesületnek – a megalakításában, s ennek alelnöke volt.
- A lipcsei Verein für Erdkunde és
- a berlini Verein für Erdkunde levelező tagja volt.
- A bécsi geographische Gesellschaft és
- a berni Gesellschaft für Erdkunde tiszteleti tagjává választotta.

## Tudományos érdemei
Balaton-kutatásainak két évtizedes eredményét A Balaton tudományos tanulmányozásának eredményei c. műben (I–III. Bp., 1897–1918) tették közzé. Ebben Lóczy a Balaton környékének geológiai képződményeit tárgyalta. Ő kezdeményezte az Erdélyi-medence rendszeres geológiai és geomorfológiai feltárását. Jelentős érdemei vannak az erdélyi kősó- és földgázkincs felfedezésében is. Az ő felmérése és tanulmányai alapján kezdték meg a nagysármási fúrásokat.
Lóczy Lajos volt az első, aki a Himalájában 10–15 kilométeres áttolódásokat sejtett, és szelvényeiben ki is mutatott. Később a takaróelmélet hívei, Gerald Haug és Emil Argand csodálattal említették Lóczyt, és a nyomdokain jártak.
A földtudományokban a tektonika mellett a sztratigráfiában és őslénytanban is kiemelkedő eredményeket ért el, de a geomorfológia tudósa is volt. Híresek voltak néprajzi, régészeti és történeti gyűjtései is. Munkásságát kétszáz körüli publikációban adta közre.

## Kitüntetései
- A berlini Gesellschaft für Erdkunde 1894-ben a Karl Ritter ezüstéremmel tüntette ki.
- A Magyar Tudományos Akadémia 1896. évi nagyjutalmát a Széchenyi-féle utazások eredményeinek ítélte, ez a jutalom tehát jórészben Lóczy Lajost illette.
- A Széchenyi-féle expedíció harmadik kötetében megjelent paleontológiai és sztratigráfiai munkája a Marczibányi mellékdíjat nyerte el.
- Lóczy említett két munkáját a Francia Tudományos Akadémia 1900-ban a 3000 frankos Csihacseff-díjjal jutalmazta. Ezt a díjat a párizsi tudományos körök főképpen fölfedező munkák jutalmazása céljából Peter Csihacseff Kis-Ázsia hírneves geológus kutatójának emlékére alapították.

## Művei

### Online elérhető munkái
Lóczy Lajos, a földtan és a földrajz tudósa. A szövegeket sajtó alá rendezték a Magyar Tudománytörténeti Intézet munkatársai
 Archiválva 2008. február 28-i dátummal a Wayback Machine-ben
- A balatoni tudományos kutatásokról (1896)
- A Magyar Földrajzi Társaság Balaton-Bizottsága (1891-1919): A Balaton tudományos tanulmányozásánakeredményei (szerk. Dr. Lóczy Lajos)
- Shackelton hadnagynak délsarki expedíciójában az Erebus vulkánról gyűjtött kőzetek bemutatása és ismertetése (1910)
- A földrajz helye az egyetemi oktatásban (1906)
- A hegyek arculatáról (1902)
- A keleti Himalájába tett kirándulásról (1883)
- Utazási jegyzetek Jáváról (1881)
- A kissármási gázkitörés (1912)
- A Krakatau vulkánnak nagy kitörése Hegedűs Jenő feljegyzései alapján (1883)
- Földrajztudományi kutatások 1907-ben
- Magyarhoni bolyongásaimról (1912)
- A Monacoi Oceanografiai Múzeum (1910)
- Ferdinand Richthofen báró (1905)
- A Vesuvio 1906. április 4-7-iki kitörésének ismertetése
- Nyugat-szerbiai tanulmányutam (1920)
- Gróf Széchenyi Béla emlékezete (1919)
- Utazás gróf Széchenyi Bélával a Kuku-norhoz és Kelet-Tibetbe (1880)
- A stockholmi nemzetközi geológiai kongresszus (1910)

### Önálló kötetek
- A khinai birodalom természeti viszonyainak és országainak leírása, Kiad. M. Kir. Természettudományi Társulat, Bp., 1886. 865 oldal, 200 kép) (Természettudományi Könyvkiadó Vállalat)
- Arad monographiájának földtani és földrajzi része. (Arad, 1892)
- Gróf Széchenyi Béla kelet-ázsiai útjának tudományos eredménye 1877 – 1880 (gr. Széchenyi Bélával, I–III., Bp., 1890–97)
- Gróf Széchenyi Béla kelet-ázsiai utazásának földrajzi és földtani eredményei. Bpest, 1898 (Székfoglaló Klny. az Akadémiai Értesítőből)
- A mennyei birodalom története (Földrajzi Társaság Könyvtára sorozat, Bp., 1901. 288 oldal, 58 kép, 7 térkép)
- A Balaton környékének geológiája (Bp., 1910 – 16, az MTA nagyjutalmát nyerte).
- Geologische Studien im Westlichen Serbien. (Berlin, 1924)
- „…ismét keresztezték egymást leveleink”. id. Lóczy Lajos levelei Laczkó Dezsőhöz, 1894–1920; összeáll. Rainer Pál, Katona Lajos; Laczkó Dezső Múzeum, Veszprém, 2022

### Periodikákban megjelent munkái

#### Földtani Közlöny
- 1875: Geologiai és palaeontologiai tanulmányok Aradmegyéből
- 1876: Jelentés a Hegyes-Drocsa hegységben tett földtani kirándulásokról, A Hegyes-Drocsa ásványlelhelyei
- 1877: A Biharhegység egy sajátságos völgyalakulata
- 1878: Levél Jáva szigetének geologiai viszonyairól
- 1881: Utazási jegyzetek Jáváról, németül is, a promontori Duna-meder kotrásának geologiai eredménye
- 1882: Geologiai jegyzetek Krassómegye északi részéből, németül is
- 1883: Jelentés az 1883 nyarán a Maros és Fehér-Kőrös közti hegyvidéken és az Aradhegyalján eszközölt földtani felvételekről
- 1884: A Krakatau vulkánnak 1883. kitörése, németül is
- 1885: Az 1884. év nyarán a Maros és a Fehér-Kőrös közötti hegyvidéken eszközölt földtani felvételekről

#### Természettudományi Közlöny
- 1876: Fogakkal fegyverzett madarak, Új ásványképződési alakok, Jégtömegek egy hegy belsejében, A baráthegyi barlang megvizsgálásáról
- 1877: A baráthegyi barlang és a benne talált őskori tárgyak leírása, A Biharhegység völgyképződése, Praehistoriai lelet Jászkisér közelében
- 1880: Gróf Széchenyi Béla expedicziója Khinában: Kukunor
- 1881: A földrengésről
- 1882: A földrengésekről és megfigyelések módjáról
- 1884: Vázlatok a khinaiak ethnographiájából
- 1886: A szadai földcsuszamlásról
- 1889: A Vjetrenicza barlang két tüneményéről
- 1893: A japáni 1891. októberhavi földrengés jelenségei
- 1896: Atlantis és Lemuria földségek kérdése

#### Természetrajzi Füzetek
- 1877. A Fehér-Kőrösvölgy neogen echinoidái, németül is, Az itacolumit Ázsiában, Jegyzetek a pontusi emelet osztályozásához Magyarországban, németül is)

#### Földtani Értesítő
- 1880. Földrajz és geologia

#### Földrajzi Közlemények
- 1880. Gr. Széchenyi Béla utazásából: Kukunor, Keleti Tibet
- 1884. Vázlatok a khinaiak ethnographiájából, franczia kivonatban is
- 1891. A berni V. nemzetközi földrajzi congressus
- 1891-1893. Elnöki jelentés
- 1892. A Balaton-bizottság jelentése 1892. működéséről
- 1893. Az 1892. év földrajzi történelme
- 1894. A Balaton-bizottság jelentése 1892-1893. évi működéséről, Elnöki jelentés a Balaton-bizottság 1892. és 1893. évi munkálkodásáról, A Balaton geologiai történetéről és jelenleg geologiai jelenségéről, németül is;
- 1896. A balatoni tudományos kutatásokról
- 1897. Első magyar mérnök Gubányi Károly Khinában
- 1898. Cholnoky Jenő ázsiai utazásáról

#### Pesti Napló
- 1880. 284. sz. A chinai utazásról

#### Budapesti Szemle
- 1881. Egy kirándulás Jávára

#### Magyar Mérnök- és Építészegylet Közlönye
- 1881. A folyóknak mint geologiai tényezőknek munkája

#### Mittheilungen des Vereins für Erdkunde, Leipzig
- 1884. Die chinesische Provinz Kan-su

#### M. kir. Földtani Intézet évi Jelentései
- 1886. Jelentés az 1885. év nyarán a Marosvölgyben és Temes-megye északi részében eszközölt földtani felvételekről
- 1887. Jelentés az 1886. év nyarán Arad-, Csanád-, és Temesmegyében eszközölt földtani felvételekről
- 1888. Jelentés 1887. nyarán Aradon eszközölt földtani felvételekről
- 1889. A Maros és a Fehér-Kőrös közti krétaterület Arad-megyében, mindezek németül is

#### Deutsche Rundschau für Geographie und Statistik
- 1885. Die historischen Denkmale von Hsi-ngang-fu in der chinesischen Provinz Sheu-hsi

#### Globus
- 1887. Die Umgebung von Hsi-ningfu in der chinesischen Provinz Kan-su
- 1887. Das chinesisch-tibetanische Grenzgebiet der Provinz Szltshwan)

#### Turisták Lapja
- 1889. A kopasz-Detunáta

#### Compte-rendu de V-e Congrés internat. des sciences géographiques
- 1891. Die Reise des Grafen Széchenyi in China

#### Verhandlungen des IX. Geographentages in Stuttgart, 1893
- 1893: Reiseergebnisse des Grafen B. Széchenyi Expedition in Ost-Asien)

#### Verhandlungen des X. Geographentages… Wien, 1895
- 1895: Mittheilungen über den Stand der Plattenseeforschung).

## Emlékezete

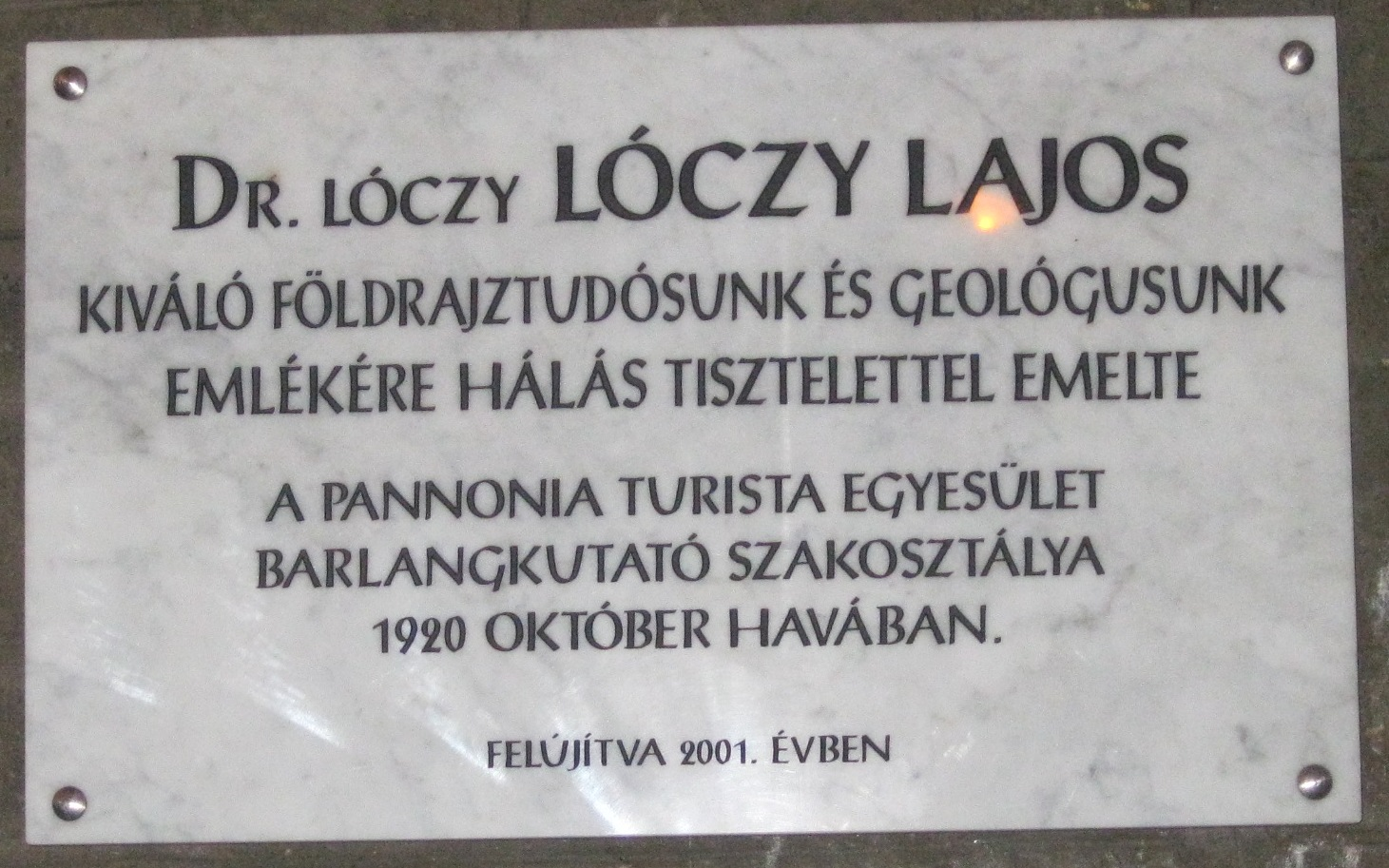
Emléktáblája a Pál-völgyi-barlangban

- Emlékére utat létesítettek 1934-ben Nemesgulács állomásról a Gulácsra.
- Balatonfüreden van a Lóczy-barlang és annak bejáratánál volt egy Lóczy Lajos emlékére elhelyezett emléktábla.
- Kisfaludi Strobl Zsigmond: Lóczy Lajos (mellszobor, bronz, 1967, Budapest, XIV. ker., Stefánia út 14.), a Magyar Állami Földtani Intézet falán látható.
- Balatonfüreden a róla elnevezett gimnázium falán tábla hirdeti emlékét.
- A Balatonfüredi Lóczy Lajos Gimnázium, Két Tanítási Nyelvű Idegenforgalmi Szakközépiskola és Kollégium előtt áll bronz mellszobra, Kisfaludi Strobl Zsigmond alkotása.
- Emléktáblája látható a Balatoni Panteonban.
- A Lóczy Lajos Országos Földrajzverseny a nevét viseli.[5]
- A balatoni kutatásokat Csopakról irányította, ahol emléktábla őrzi emlékét.
- A Magyar Földrajzi Társaság legrangosabb kitüntetése az ő profiljával díszített Lóczy Lajos-emlékérem.
- Sírköve a balatonarácsi református temetőben található.
- A Pál-völgyi-barlang Lóczy-terem nevű részén is van egy emléktáblája és a barlang egyik – jelenleg már csak a régi barlangtani szakirodalomban olvasható – neve Lóczy-barlang.

## Szépirodalmi mű róla
- Antalffy Gyula: A Himalájától a Balatonig (regény, Budapest, 1964)